# Pere Pau Muntanya
Pere Pau Muntanya i Placeta także Muntanya i Llanas (ur. w 1749 w Barcelonie, zm. w 1803 tamże) – hiszpański malarz późnobarokowy, uczeń Josepa Llanesa i Francesca Tramullasa. Był członkiem Królewskiej Akademia Sztuk Pięknych San Carlos w Walencji i Akademii Sztuk Pięknych św. Ferdynanda w Madrycie.